# 玉龙 (1980年)
玉龙（1980年10月—），云南勐海人，布朗族，无党派人士。中华人民共和国政治人物、第十三届全国人民代表大会云南省代表。

## 生平
2018年，玉龙被选为云南省出席第十三届全国人民代表大会代表。